# Marx Beltrão
Marx Beltrão Lima Siqueira (Maceió, 28 de noviembre de 1979) es un abogado y político brasileño. Fue ministro de Turismo en el gobierno de Michel Temer, y diputado federal de Alagoas.

## Biografía
Fue elegido por primera vez en 2004 alcalde del municipio de Coruripe y reelegido en 2008 con el 72,9%³ de los votos válidos. En las elecciones de 2014, fue el segundo diputado federal más votado del estado de Alagoas, con 123.317 votos.
El 5 de octubre de 2015 se licenció del mandato de diputado federal para hacerse cargo del Ministerio de Turismo. Está afiliado al Partido del Movimiento Democrático Brasileño (PMDB) y es sobrino del actual alcalde de Coruripe, Joaquim Beltrão.

## Ministerio de Turismo
Tomó posesión del cargo de ministro de Turismo el 5 de octubre de 2016. Como ministro, participó de los mayores eventos del sector, como la WTM en Londres, donde propuso una mayor integración de América Latina para promover los destinos de la región. Participó también en la feria internacional Fitur, una de las mayores ferias de turismo del mundo, celebrada en Madrid (España).
El 11 de abril de 2017 lanzó el programa Brasil Mais Turismo, un paquete de medidas para impulsar el crecimiento del sector de viajes en Brasil. Entre las medidas anunciadas estaban la apertura total de las empresas aéreas al capital extranjero, para fomentar la competitividad del mercado de aviación civil en Brasil. Otra medida propuesta en el paquete es la creación de visados electrónicos para países estratégicos.

### Vuelta a la Cámara
En agosto de 2017 participó en la votación de la Cámara de los Diputados. Votó a favor del presidente Michel Temer en el proceso en que se pedía la apertura de una investigación, y que podría alejarle de la presidencia de la República.